# Münchner Galerie Theater
Das Münchner Galerie Theater ist ein freies Theaterensemble mit Probebühne in München. Bevorzugter Aufführungsort ist die Black Box im Münchner Kulturzentrum Gasteig.

## Geschichte

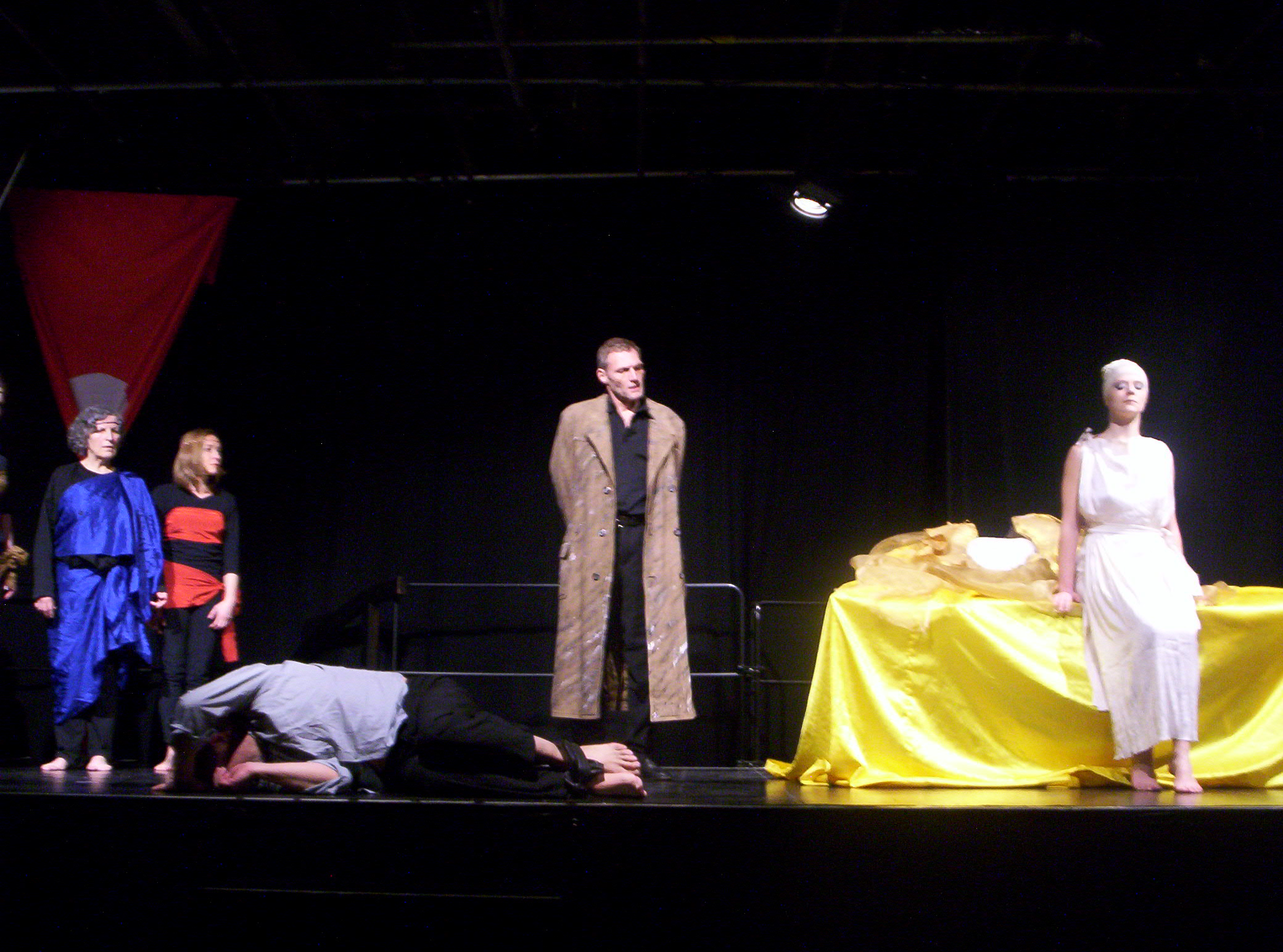
Münchner Galerie Theater: Faust II

Das Münchner Galerie Theater ist aus dem Figurentheater der Münchener Biennale hervorgegangen. Es wurde am 15. November 1996 von Manuela Clarin und Ingmar Thilo in der Galerie Universal Arts im Münchner Stadtteil Neuhausen mit der Uraufführung von Eurydike, ein Musical für Puppen, gegründet. Es folgte eine intensive Gastspielzeit am Münchner Ludwig-Thoma-Theater mit der deutschen Erstaufführung des Minotaurus von Friedrich Dürrenmatt. Die Premiere von Faust I von J. W. Goethe im Bürgerhaus Gräfelfing am 24. November 2000 führte zur Aufteilung des Theaters in zwei Abteilungen: Die Abteilung Schauspiel gastiert seitdem hauptsächlich in der Black Box im Gasteig München, während die Abteilung Figurentheater seit 2004 vor allem in der Spieldose im Künstlerhaus zu sehen ist. Besondere Höhepunkte waren das Gastspiel mit dem Faust I auf dem Festival von Avignon und die deutsche Erstaufführung von Elisas Haut der kanadischen Autorin Carole Fréchette im Jahre 2001. 
Seit 2007 gibt das Theater häufig Gastspiele im neu gegründeten Kammertheater Schwabing (seit 2009 Heppel und Ettlich im Drugstore) und im Pepper-Theater, München.

## Repertoire
- Eurydike, ein Musical für Puppen, Buch: Ingmar Thilo, Musik: Matthias Nawa, Premiere 1996
- Minotaurus von Friedrich Dürrenmatt, Musik: Werner Suschko, Deutsche Erstaufführung 1997
- Faust I von Johann Wolfgang Goethe, Musik: Lenz Schuster und Niel Mitra, Premiere 2000
- Elisas Haut von Carole Fréchette, Deutsche Erstaufführung 2001
- Der gute Gott von Manhattan von Ingeborg Bachmann, Musik: Niel Mitra und Lenz Schuster, Premiere: 2002
- Pit Pikus und die Möwe Leila von Friedrich Wolf, Premiere 2003
- Faust II von J. W. Goethe, Musik: Lenz Schuster und Niel Mitra, Premiere: 2003
- Camille Claudel, Lesung aus ihren Briefen, Erstlesung 2004
- Der weiße Kranich, Ein Märchen aus Japan, Premiere 2004
- Turandot oder der Kongress der Weißwäscher von Bertolt Brecht, Musik: Lenz Schuster und Niel Mitra, Premiere 2005
- Rapunzel, ein Märchen der Gebrüder Grimm, Premiere: 2006
- Pauline und der Spiegelsee, ein Zauberspiel von James Krüss, Premiere 2007
- Der falsche Prinz, Ein Märchen von Wilhelm Hauff, Premiere 2008
- Die Schutzflehenden, Tragödie von Aischylos, Premiere 2009
- Butterfly Blues, Komödie von Henning Mankell, Premiere 2009
- Die Prinzessin auf der Erbse, Ein Märchen von Hans Christian Andersen, Premiere 2010
- Des Kaisers neue Kleider, Ein Märchen von Hans Christian Andersen, Premiere 2010
- Maria Stuart, Tragödie von Friedrich Schiller, Premiere 2011
- Die Nachtigall und die Rose, Ein Märchen für Erwachsene von Oscar Wilde, Premiere 2012
- Frank V.: Oper einer Privatbank, Komödie von Friedrich Dürrenmatt, Musik von Paul Burkhard, Premiere 2013
- Pumuckl und die Christbaumkugeln, Für Kinder und Erwachsene von Ellis Kaut, Premiere 2013
- Pumuckl und die Maus, Für Kinder und Erwachsene von Ellis Kaut, Premiere 2014
- Pumuckl und die Katze, Für Kinder und Erwachsene von Ellis Kaut, Premiere 2015